# Hearthstone
Hearthstone, originalno Hearthstone: Heroes of Warcraft, je besplatna online multy-player kolekcionarska kartaška video igra razvijena i objavljena od strane Blizzard Entertainment-a. Igra je prvi put izašla u javnost 11. marta 2014 širom sveta . Hearthstone se nadovezuje na već postojeću priču iz serije,,Warcraft” koristeći iste elemente i junake. Prvo je izašala verzija za Windows i na mac OS i verzija za iOS i android uređaje su naknadno dodati. Ovo je omogućilo igračima širom sveda da uživaju u igri bez obriza na to koji uredjaj poseduju, jediina restrikcija su geografski regioni.
U pitanju je turn-based ( sto znaci da je tok igre baziran na razmenama poteza dva igrača) igra , koristeci špil od 30 karata kao i izabranog heroja sa svojim jedinstvenim moćima. Oba igrača počinju sa jednim kristalom koji se obnavlja nakon svakog poteza i svakim potezom broj kristala se povećava za jedan. Pomoći ovih kristala igrači mogu da prizivaju čudovišta ili odigrali svoje magije, s tim sto svako čudovište i magija imaju svoju cenu kristala. Cilj je da se uz pomoć svojih čudovišta i magija smanji protivnikove životne poene na nula. Nakon završene partije igrači dobijaju novčiće koje mogu da koriste prilikom kupovine pakovanja karata i kojima mogu obogatiti svoje spilove. Igrači takodje imaju mogućnost kupovine pakovanje karata transakcijom preko kreditnih kartica.
U odnosnu na ostale Blizzard-ove igre, Heartstone je bila eksperimentalna igra koja je dizajnirana od strane mali broj ljudi iz tog tima. Igra je bila vrlo dobro prihvaćena od strane kritičara i sto je Blizzard-u da uveca zaradu. Od Avgusta 2017 Blzzard je cak ostvraio zaradu od 40miliona $ po mesecu , a vec od Maja 2017 Blizzard je objavio da postoji preko 70 miliona Hearstone korisnika. Ova igra je postala veoma popularna kao eSport, na velikim turnirima organizovanih od strane Blizzarda i ostalih organizacija.

## Tok igre
Igra je bazirana na Warcraft univerzumu, Heartstone je digitalna, turn based kolekcionarna igra izmedju dva protivnika. Postoje devet klasa od kojih igrači mogu da biraju svog heroja, a to su: Warlock, Shaman, Mage, Hunter, Druid, Paladin, Rouge i Priest. Sve klase imaju svoje jedinstvene karte i moći, poznate kao ,,hero power" (herojske moći), koje pomažu da se definiše kako treba da funkcionise neka klasa. Oba igrača korise špil karata iz njihovih kolekcija sa ciljem da smanje protivnikov život na nula. Ima četiri razlicita tipa karata: čudovista, magije, oružija i herojske karte. Ove karte su poređane po retkosti. Legendarna karta je žuta karta i ona je najređa, zatim ide ,,Epic” ona je ljubičasta, rare (retka) je plava i common je uobičajena. Blizzard oslobađa ekspanzije novih karata tokom cele godine da bi povećali raznovrsnost igre. Igra koristi ,,freemium” model zarade, što znači da igrači mogu da igraju besplatno ili ako žele mogu kupiti još karata pravim novcem.
Svaka karta ima drugačiju cenu kristala, a najskuplja karta zahteva deset kristala. Na kraju svakog poteza igrač dobija po jedan kristal. Ovo tera igrače da prave strategije i da razmišljaju unapred koje karte mogu da odigraju, a koje ne mogu. Čudovišta i magije su jedinstvene. Čudovišta će biti smeštena direktno na tablu i ne mogu napasti u istom potezu kada su pozvana, takođe mogu da imaju efekte kao: ,,Charge” (što omogućava čudovištu da odmah napadne), ,,Deathrattle" ( efekat koji se aktivira posle smrti čudovišta), Battlecry (efekat koji se aktrivira prilikom prizivanja cudovišta na tereb), Rush (mogućnost da čudovište odmah napadne, ali samo drugo čudovište). Magije imaju veoma upečatljiv uticaj na tablu na različite načine. Karte mogu da se nabave na dva načina: preko pakovanja ili uništavanjem starih karata da bi se napravile nove. Postoje dva moda za igru, Standardni mod i Divlji mod. U standandnom modu mogu da se korsite karte iz proteklih 3 ekspanzija. Jednom kada se ekspanzija završi igraci te karte iz ekspanzije mogu da igraju samo u Divljem formatu. U Divljem formatu mogu da se koriste sve karte iz svih ekspanzija. Ova dva moda mozemo podeliti na ,,Casual” i Rangirani mod. Igrači u rangiranom modu da povećavaju svoj rang pobedom, dok u ,,casual" mode sluzi samo za zabavu.

## Ekspanzije
| Ime ekspanzije                            | Datum izlaska                             | Uklanjanje iz standarda                   | Ukupno karata | Comon | Rare | Epic | Legendary |
| ----------------------------------------- | ----------------------------------------- | ----------------------------------------- | ------------- | ----- | ---- | ---- | --------- |
| Basic(obicne)                             | mart. 11.2014                             | /                                         | 133           | /     | /    | /    | /         |
| Classic(klasicne)                         | mart. 11.2014                             | /                                         | 236           | 91    | 79   | 35   | 31        |
| Curse of Naxxramas (Naxx)                 | jul.11.2014                               | april 26.2016                             | 30            | 18    | 4    | 2    | 6         |
| Goblins vs Knomes (GvG)                   | Decembar.8.2014                           | april 26.2016                             | 123           | 40    | 37   | 26   | 20        |
| Blackrock Mountain (BRM)                  | April. 2.2015                             | april 6.2017                              | 31            | 15    | 11   | 0    | 5         |
| The Grand Tournament (TGT)                | Avgust 24.2015                            | april 6.2017                              | 132           | 49    | 36   | 27   | 20        |
| Leauge of Explorers (LoE)                 | Novembar 12.2015                          | April 6.2017                              | 45            | 25    | 13   | 2    | 5         |
| Year of the Kraken                        |                                           |                                           |               |       |      |      |           |
| Whispers of the Old Gods(WOG)             | April 26.2016                             | april 12.2018                             | 134           | 50    | 36   | 27   | 21        |
| One Nihgt in Karazhan (Kara)              | Avgust 11.2016                            | april 12.2018                             | 45            | 27    | 12   | 1    | 5         |
| Mean Streets of Gadgetzan (MSG)           | Decembar 1.2016                           | april 12.2018                             | 132           | 49    | 36   | 27   | 20        |
| Year of the Mammoth                       |                                           |                                           |               |       |      |      |           |
| Journey to Un Goro(Un goro)               | april 6.2017                              | 2019                                      | 135           | 49    | 36   | 27   | 23        |
| Knights of the Frozen Throne(KFT)         | avgust.10.2017                            | 2019                                      | 135           | 49    | 36   | 27   | 23        |
| Kobolds & Catacombs (Kac)                 | Decembar 7.2017                           | 2019                                      | 135           | 49    | 36   | 27   | 23        |
| Year of the Raven                         |                                           |                                           |               |       |      |      |           |
| The Witchwood (wood)                      | April 12.2018                             | 2020                                      | 135           | 49    | 36   | 27   | 23        |
| Sve karte na raspolaganju (do Witchwooda) | Sve karte na raspolaganju (do Witchwooda) | Sve karte na raspolaganju (do Witchwooda) | 1594          | 563   | 410  | 258  | 230       |

## Klase heroja
Postoje devet klasa: Mage, Shaman, Warloc, Paladin, Prist , Roge ,Druid ,Warrior i Hunter. Svaka od njih ima svog predstavnika svoju specialnu karakteristiku. Herojska moć je sposnobnost koja igrači mogu da koriste jednom po potezu

### Mage
Njeno ime Jaina Proudmoore njene specijalne sposobnosti su magije i to koristi kao glavno oruzije protiv protivnika . Njena herojska moć ,,Fire blast” je da smanji protivniku ili cudovistu zivotni poen za jedan

### Shaman
Thrall, koristi prirodne elemente da bi pobedio svog protivnika .Njegova herojska moć je ,,Totemic call” sto mu omogućava da pozove jedno od četiri nasumična čudovista

### Warlock
Gul'dan se bavi crnom magijom. Traži pobedu po svaku cenu čak i svog zivota: Herojska moć ,,Life drain” skida Gul danu dva životna pojena i omogućava mu da izvuče jednu kartu iz špila.

### Paladin
Ime mu je Uther i on se bori se protiv zla i tame pomoću svete magije. Herojska moć ,,Reinforce” poziva jednog vojnika na polje

### Priest
Anduin Wrynnj je sveštenik koji veoma sličan Utheru , s tim što za razliku od Utera kojisti svoj intelekt. Herojska moć ( Lesser Heal) moze da vrati dva izgubljena životna poena sebi ili svom čudovistu

### Rogue
Valera koristi kradju i manipulaciju za pobedu . Herojska moć ,,Dagger mastery” daje sebi bodež koji može da koristi dva puta

### Druid
Malfurion Stormrage je j heroj koji je jedno sa prirodom ,uz pomoc divljih životinja i duhova dolazi do svojih pobeda . Herojska moć ,,Shapeshift” omogućava mu da dobije jedan zivot viška i da napadne protivnika ili čudoviste

### Warrior
Ovaj heroj se zove Garosh on koristi svojju fizicku snagu i oružije da bi porazio svog protivnika u glavnom sa oruzijem .Herojska moć ,,Armor up” daje mu plus dva viska zivota

### Hunter
Reksar on je lovac i ima mnogo divljih prijatelja koji mu pomažu u svakoj borbi . Herojska moć,,Stedy shot” automatski skida protivniku dva životna poena

## Spoljasne veze
https://www.blizzard.com/en-us/
https://worldofwarcraft.com/en-us/
https://www.gosugamers.net/hearthstone/rankings?type=team